# 113
Glej tudi: število 113
113 (CXIII) je bilo navadno leto, ki se je po julijanskem koledarju začelo na soboto.

## Dogodki
- 1. januar